# Age of Empires: The Rise of Rome
Age of Empires: The Rise of Rome este un joc video istoric de strategie în timp real, parte a seriei Age of Empires, lansat în 1998 de către Ensemble Studios și publicat de Microsoft. Reprezintă expansiunea (i.e., expansion pack în engleză) a primului joc eponim al seriei, setat în Antichitate. Această expansiune sau expansion pack aduce în prim plan expansiunea teritorială Romei antice și cuceririle acesteia.

## Noutăți
The Rise of Rome aduce în prim plan civilizația romană și istoria acesteia. Jocul mai introduce de asemenea și alte trei facțiuni: cartaginezii, macedonenii și palmiranii,  toți urmând stilul arhitectonic al romanilor. Campania este împărțită în cinci scenarii: Expansiunea Romei, Ave Cezar, Pax Romana și Dușmanii Romei. De asemenea, jocul introduce  mai multe hărți, unități, tehnologi și moduri noi.